# Скісок

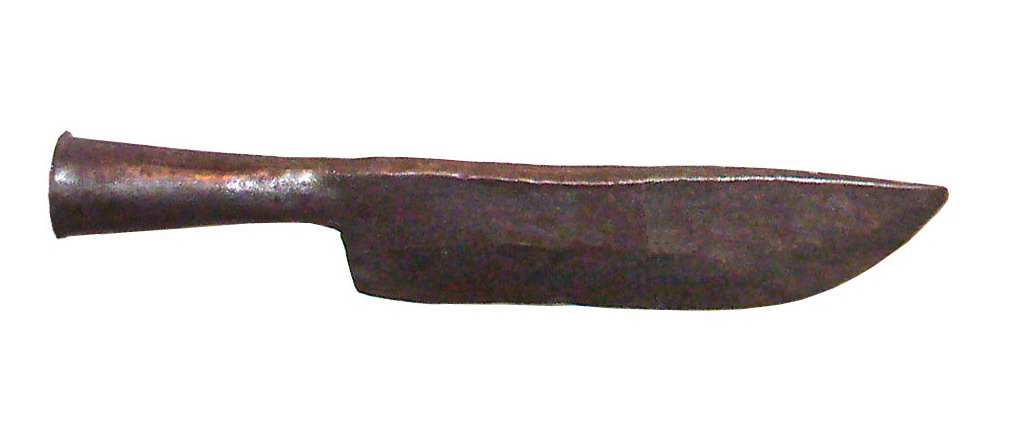
Скісок для колоття скіпи, Росія, кінець XIX ст.

Скі́сок — господарський ніж, який робили зазвичай з уламка коси. Міг мати й інші назви: «кі́ска», «коса́р», «різець», «сікач», «чепель».
Колись вживався у хатньому господарстві для різноманітних робіт: колоття скіпи, скобління стола, очищання гілля від кори. На російській Півночі великі скіски застосовували для розчищання від чагарника невеличких земельних ділянок.
Скісок могли використовувати і як небезпечну бритву.

## Інші значення
- Скіском також називали мітку на вусі у вівці: у вигляді або з навскоси прорізаного, або навскоси зрізаного вуха[2].